# Blakea grandiflora
Blakea grandiflora là một loài thực vật có hoa trong họ Mua. Loài này được Hemsl. mô tả khoa học đầu tiên năm 1878.